# Yttre Västansjön
Yttre Västansjön är en sjö i Nordmalings kommun i Ångermanland och ingår i Lögdeälvens huvudavrinningsområde. Sjön har en area på 0,618 kvadratkilometer och ligger 152 meter över havet.

## Delavrinningsområde
Yttre Västansjön ingår i det delavrinningsområde (707570-165630) som SMHI kallar för Ovan 707556-165914. Medelhöjden är 178 meter över havet och ytan är 18,22 kvadratkilometer. Räknas de 205 avrinningsområdena uppströms in blir den ackumulerade arean 1 380,48 kvadratkilometer. Avrinningsområdets utflöde Lögdeälven (Lögdån) mynnar i havet. Avrinningsområdet består mestadels av skog (77 procent). Avrinningsområdet har 1,01 kvadratkilometer vattenytor vilket ger det en sjöprocent på 5,5 procent.